# Gmina Petlovac
Gmina Petlovac (chorw. Općina Petlovac) – gmina w Chorwacji, w żupanii osijecko-barańskiej.

## Miejscowości i liczba mieszkańców (2011)
- Baranjsko Petrovo Selo - 525
- Luč - 435
- Novi Bezdan - 300
- Novo Nevesinje - 63
- Petlovac - 714
- Sudaraž - 0
- Širine - 58
- Torjanci - 267
- Zeleno Polje - 43